# Baabda (stad)
Baabda (Arabisch: بعبدا) is een aan de Middellandse Zeekust gelegen Libanese stad, vlak bij Beiroet. Het is de hoofdstad van zowel het district Baabda als van het gouvernement Libanongebergte.
Het Baabda-paleis, het hoofdkwartier van de president van Libanon, ligt in deze christelijke plaats.